# Преображенский, Борис Сергеевич
Борис Сергеевич Преображе́нский (1 (15) июня 1892, Москва — 7 декабря 1970, там же) — советский оториноларинголог, академик АМН СССР (1950), Герой Социалистического Труда (1962).

## Биография
Родился (1 (15) июня 1892 в Москве.
Окончил медицинский факультет Московского университета в 1914 году.
В 1936 году стал профессором 3-го Московского медицинского института.
В 1941 году перешёл в 2-й Московский медицинский институт на должность заведующего кафедрой болезней уха, горла и носа.
C 1950 года Борис Сергеевич Преображенский — академик АМН СССР.
Был репрессирован по т. н. делу врачей в 1953 году.

## Труды учёного

### Развитие оториноларингологии
Основные труды Преображенского относятся к проблемам ангины и хронического тонзиллита, тугоухости и глухоты, глухонемоты, повреждений уха, горла и носа, аллергии в оториноларингологии, истории медицины.
Разработал классификацию школьной тугоухости.
Профессор Преображенский предложил и усовершенствовал технику некоторых операций, ряд медицинских инструментов: в 1952 году канюли для продувания ушей, в 1959 году — кресло для ЛОР-операций.
Создал школу оториноларингологов.
Один из организаторов Всесоюзного научного общества оториноларингологов, почётный член Чехословацкого научного общества им. Я. Пуркине, член Интернационального комитета оториноларингологов, Венгерской ассоциации медицинских обществ. Награждён 5 орденами Ленина, а также медалями.

Могила Преображенского на Новодевичьем кладбище Москвы.

## Список публикаций Преображенского
- «Глухонемота» — 1933, М.
- « Военно-травматические повреждения уха, горла, носа» — 1944, М.
- "Болезни уха, горла и носа, 7 изд., М., — 1944 (совм. с Я. С. Тёмкиным и А. Г. Лихачевым).
- "Ангина, хронический тонзиллит и сопряжённые с ним заболевания, М., — 1970 (совм. с Г. Н. Поповой).